# Mele Siuʻilikutapu
Mele Siuʻilikutapu, née le 12 mai 1948 et morte le 28 mai 2023 à Auckland (Nouvelle-Zélande), est une princesse des Tonga.

## Biographie
Mele Siuʻilikutapu est l'une des filles du prince Fatafehi Tuʻipelehake, troisième fils de la reine Salote Tupou III et Premier ministre des Tonga de 1965 à 1991, ce qui fait de la princesse Male une nièce du roi Taufaʻahau Tupou IV et une cousine des rois George Tupou V et Tupou VI. 
Elle fréquente l'université d'Auckland où, en octobre 1969, elle épouse Josh Liava'a, un policier, à la suite de quoi le roi Tāufaʻāhau Tupou IV la renvoie aux Tonga et annule le mariage. L'année suivante, elle épouse Kalanivalu-Fotofili, un noble. 
Aux élections législatives de 1975, elle entre au Parlement des Tonga comme « représentante du peuple » (c'est-à-dire élue par des roturiers) pour la circonscription à sièges multiples de Tongatapu. Siégeant de 1975 à 1977, elle est la première femme députée de l'histoire des Tonga, avant Papiloa Foliaki (en) de 1978 à 1980.
Vivant à Auckland en Nouvelle-Zélande les dernières années de sa vie, elle y meurt à l'hôpital en mai 2023, à l'âge de 75 ans. Elle est inhumée au cimetière royal de Malaʻekula (en) aux Tonga,. 